# Biondia parviurnula
Biondia parviurnula är en oleanderväxtart som beskrevs av Michael George Gilbert och P. T. Li. Biondia parviurnula ingår i släktet Biondia och familjen oleanderväxter. Inga underarter finns listade i Catalogue of Life.